# SK Gaming
Den internationale E-Sport-Klan SK Gaming blev grundlagt i 1997 under navnet Schrot kommando (senere Schroet kommando) af søskende Ralf "Griff" Reichert, Tim "Burke" Reichert , Benjamin "Kane" Reichert og fire venner i Oberhausen. SK Gaming har hold i en række computer-og konsolspil, og er især kendt for sin succes i Counter-Strike turneringer. 
For øjeblikket har SK Gaming hold og spillere i computerspil League of Legends, Smite, Pro Evolution Soccer og Counter-Strike: Global Offensive. 
Siden 2003 har Alexander Müller været administrerende direktør for SK Gaming.

## Aktive spillere

### League of Legends Amateure (SK Prime)
- Mateusz „Kikis“ Szkudlarek"
- Lennart „Smitty“ Warkus
- Hampus „watdefox“ Myhre
- Niklas „Zytan“ Lakaniemi
- Haïdar „Zyzz“ Mezidi

### Quake III
- Shane „rapha“ Hendrixson

### Smite
- Ben „CaptainTwig“ Knight
- João „maniaKK“ Ferreira
- Bo „Poeng“ Katzenmaier
- Marcus „Realzx“ Vining
- Joakim „Zyrhoes“ Verngren

### Pro Evolution Soccer
- Patrick „Phayton“ Maier

### Counter-Strike: Global Offensive
- Gabriel „FalleN“ Toledo
- Fernando „fer“ Alvarenga
- Marcelo „coldzera“ David
- Jake "Stewie2k" Yip
- Tarik "tarik" Celik